# USS United States (CVA-58)
O USS United States (CVA-58), foi um porta-aviões projetado e não construído da US Navy. Teria sido o primeiro da Classe United States.

## História
Previsto para ter 65 mil toneladas, foi o primeiro projeto de porta aviões da Marinha dos Estados Unidos pós-segunda guerra mundial.
O seu projecto previa que este navio albergasse bombardeiros estratégicos de grande porte (passíveis de transportar bombas atómicas), tendo a sua construção sido iniciada no dia 18 de Abril de 1949 em Newport News, na Virgínia.
A construção acabou por ser interrompido pelo Secretário da Defesa, Louis Johnson, apenas cinco dias depois de se ter iniciado.
A razão para o cancelar o navio foi o facto de existir uma maior predilecção para a construção de uma grande força de bombardeiros B-36, que estariam colocados em bases terrestres, ao invés de em um porta aviões totalmente inovador. O episódio deu origem a chamada "Revolt of the Admirals" (Revolta dos Almirantes).
O United States foi posteriormente desmontado no próprio local de construção.